# Badminton-Junioreneuropameisterschaft 1985
Die Badminton-Junioreneuropameisterschaft 1985 fand vom 30. März bis zum 6. April 1985 in der niederösterreichischen Stadtgemeinde Pressbaum statt.

## Medaillengewinner
| Disziplin    | Gold                               | Silber | Bronze |
| ------------ | ---------------------------------- | --- | --- |
| Herreneinzel | Matthew Smith                      | Jan Paulsen | Peter Knudsen |
| Herreneinzel | Matthew Smith                      | Jan Paulsen | Lars Pedersen |
| Dameneinzel  | Lisbet Stuer-Lauridsen             | Lotte Olsen | Charlotta Wihlborg                                                                                                  |
| Dameneinzel  | Lisbet Stuer-Lauridsen             | Lotte Olsen | Katrin Schmidt |
| Herrendoppel | Jan Paulsen Lars Pedersen          | Johnny Borglum Max Gandrup                                                                                               | Hans Sperre jr. Jorn Myrestrand                                                                                     |
| Herrendoppel | Jan Paulsen Lars Pedersen          | Johnny Borglum Max Gandrup                                                                                               | Peter Axelsson Mikael Lunqvist                                                                                      |
| Damendoppel  | Lisbet Stuer-Lauridsen Lotte Olsen | Sara Halsall Debbie Hore                                                                                                 | Claire Palmer Cheryl Johnson                                                                                        |
| Damendoppel  | Lisbet Stuer-Lauridsen Lotte Olsen | Sara Halsall Debbie Hore                                                                                                 | Marian Christiansen Charlotte Jacobsen                                                                              |
| Mixed        | Jan Paulsen Marian Christiansen    | Max Gandrup Charlotte Jacobsen                                                                                           | Alan McMillan Aileen Nairn                                                                                          |
| Mixed        | Jan Paulsen Marian Christiansen    | Max Gandrup Charlotte Jacobsen                                                                                           | Andrei Antropow Tatyana Volchek                                                                                     |
| Mannschaften | Dänemark                           | England Matthew Smith A. Casey P. Holden P. Edevane Anders Nielsen Sara Halsall Debbie Hore Claire Palmer Cheryl Johnson | Schweden Peter Axelsson Mikael Lunqvist Robert Larson Jörgen Tuvesson Charlotta Wihlborg P. Ryman Catrine Bengtsson |

## Resultate

### Halbfinale
| Disziplin    | Sieger                             | Finalist                               | Ergebnis         |
| ------------ | ---------------------------------- | -------------------------------------- | ---------------- |
| Herreneinzel | Matthew Smith                      | Lars Pedersen                          | 15–3, 15–5       |
| Herreneinzel | Jan Paulsen                        | Peter Knudsen                          | 15–11, 15–8      |
| Dameneinzel  | Lotte Olsen                        | Charlotta Wihlborg                     | 11–8, 8–11, 11–7 |
| Dameneinzel  | Lisbet Stuer-Lauridsen             | Katrin Schmidt                         | 11–5, 11–3       |
| Herrendoppel | Jan Paulsen Lars Pedersen          | Hans Sperre jr. Jorn Myrestrand        | 18–15, 15–10     |
| Herrendoppel | Johnny Børglum Max Gandrup         | Mikael Lundquvist Peter Axelsson       | 15–6, 15–5       |
| Damendoppel  | Lisbet Stuer-Lauridsen Lotte Olsen | Cheryl Johnson Claire Palmer           | 15–11, 15–11     |
| Damendoppel  | Debbie Hore Sara Halsall           | Charlotte Jacobsen Marian Christiansen | 17–14, 17–15     |
| Mixed        | Jan Paulsen Marian Christiansen    | Alan McMillan Aileen Nairn             | 15–6, 15–6       |
| Mixed        | Max Gandrup Charlotte Jacobsen     | Andrei Antropow Tatyana Volchek        | 15–5, 15–5       |

### Finale
| Disziplin    | Sieger                             | Finalist                       | Ergebnis          |
| ------------ | ---------------------------------- | ------------------------------ | ----------------- |
| Herreneinzel | Matthew Smith                      | Jan Paulsen                    | 17–15, 15–10      |
| Dameneinzel  | Lisbet Stuer-Lauridsen             | Lotte Olsen                    | 11–5, 11–6        |
| Herrendoppel | Jan Paulsen Lars Pedersen          | Johnny Børglum Max Gandrup     | 15–12, 9–15, 15–8 |
| Damendoppel  | Lisbet Stuer-Lauridsen Lotte Olsen | Debbie Hore Sara Halsall       | 15–11, 9–15, 15–7 |
| Mixed        | Jan Paulsen Marian Christiansen    | Max Gandrup Charlotte Jacobsen | 15–2, w.o.        |

## Mannschaften

### Endstand
- 1.  Dänemark
- 2.  England
- 3.  Schweden
- 4.  Deutschland
- 5.  Schottland
- 6.  Niederlande
- 7.  Sowjetunion
- 8.  Wales
- 9.  Irland
- 10.  Österreich
- 11.  Norwegen
- 12.  Finnland
- 13.  Polen
- 14.  Ungarn
- 15.  Island
- 16.  Belgien
- 17.  Schweiz
- 18.  Tschechoslowakei
- 19.  Frankreich
- 20.  Portugal
- 21.  Italien
- 22.  Spanien
- 23.  Jugoslawien